# Tomasz Rozkrut
Tomasz Rozkrut (ur. 18 listopada 1963 w Tarnowie) – polski duchowny katolicki, kanonista, profesor zwyczajny Uniwersytetu Papieskiego Jana Pawła II w Krakowie, dziekan Wydziału Prawa Kanonicznego UPJPII.

## Życiorys
Pochodzi z parafii pw. Świętej Rodziny w Tarnowie. Jest synem Jana i Jadwigi z domu Piątkowskiej. W latach 1970–1978 uczęszczał do Szkoły Podstawowej nr 3 im. Marii Konopnickiej w Tarnowie, a w latach 1978-1982 do III Liceum Ogólnokształcącego im. Adama Mickiewicza w Tarnowie. W 1982 roku wstąpił do Wyższego Seminarium Duchownego w Tarnowie, w którym w latach 1982-1988 odbył studia filozoficzno-teologiczne. Święcenia kapłańskie z rąk abpa Jerzego Ablewicza przyjął 12 czerwca 1988 roku, a 21 czerwca tego samego roku uchwałą Rady Papieskiego Wydziału Teologicznego w Krakowie uzyskał stopień magistra teologii.
Stopień naukowy doktora prawa kanonicznego otrzymał w 1996 roku na Papieskim Uniwersytecie Świętego Krzyża w Rzymie na podstawie rozprawy La natura teologico-giuridica del sinodo diocesano. Habilitował się z prawa kanonicznego w 2002 roku na Wydziale Prawa Kanonicznego Uniwersytetu Kardynała Stefana Wyszyńskiego w Warszawie na podstawie dorobku oraz rozprawy pt. Walor opinii biegłego w kanonicznym procesie małżeńskim. W 2011 roku uzyskał tytuł naukowy profesora nauk prawnych. Od 1 stycznia 2014 r. jest zatrudniony na stanowisku profesora zwyczajnego UPJPII. 19 marca 2014 r. został pierwszym dziekanem Wydziału Prawa Kanonicznego UPJPII. Jest kierownikiem Katedry Kanonicznego Prawa Procesowego na tym Wydziale.
Od roku 1996 jest pomocniczym wikariuszem sądowym diecezji tarnowskiej, od 1998 diecezjalnym delegatem do spraw wprowadzania w życie postanowień konkordatu oraz od 2000 diecezjalnym cenzorem ksiąg o treści religijnej.
Pełni funkcję doradcy Rady Prawnej Konferencji Episkopatu Polski (od 2006). W latach 2007–2008 był członkiem Zespołu ds. oceny etyczno-prawnej dokumentów dotyczących duchownych katolickich znajdujących się w zasobie Instytutu Pamięci Narodowej. W 2008 roku otrzymał godność Kapelana Jego Świątobliwości, a od 2019 roku jest Kanonikiem gremialnym kapituły katedralnej w Tarnowie.

## Wybrane publikacje
- Instytucja Synodu Biskupów w Kościele posoborowym (studium historyczno-prawne), Tarnów: Wydawnictwo Diecezji Tarnowskiej Biblos, 2010.
- Jan Paweł II do Roty Rzymskiej (1979-2003), Tarnów: Wydawnictwo Diecezji Tarnowskiej Biblos, 2003.
- Komentarz do Instrukcji procesowej "Dignitas connubii”, Sandomierz: Wydawnictwo Diecezjalne i Drukarnia, 2007.
- Orzecznictwo rotalne w praktyce sądowej kościoła. Materiały z ogólnopolskiego spotkania pracowników sądownictwa kościelnego, (red. nauk.), Tarnów: Wydawnictwo Diecezji Tarnowskiej Biblos, 2010.
- Proces małżeński w świetle "Dignitas connubii" – pierwsze doświadczenia, Tarnów: Wydawnictwo Diecezji Tarnowskiej Biblos, 2008.
- Proces małżeński według Instrukcji "Dignitas connubii”. Materiały z ogólnopolskiego spotkania pracowników sądownictwa kościelnego, (red. nauk.) Tarnów: Wydawnictwo Diecezji Tarnowskiej Biblos, 2006.
- Struktury kolegialne w Kościele partykularnym. Materiały, (red. nauk.), Tarnów: Biblos, 2004.
- Synod diecezjalny w Kościele, Tarnów: Biblos, 2002.
- Urzędy sądowe – władza i służba. Materiały z Ogólnopolskiego Spotkania Pracowników Sądownictwa Kościelnego, (red. nauk.), Tarnów: Wydawnictwo Diecezji Tarnowskiej Biblos, 2005.
- Walor opinii biegłego w kanonicznym procesie małżeńskim (studium historyczno-prawne), Tarnów: „Biblos”, 2002.
- Zalety oraz wady kanonicznego procesu o stwierdzenie nieważności małżeństwa. V Ogólnopolskie Forum Sądowe, (red. nauk.), Tarnów: Wydawnictwo Diecezji Tarnowskiej Biblos, 2012.